# Anatolij Beloglazov
Anatolij Alekseevič Beloglazov (in russo Анатолий Алексеевич Белоглазов?; Kaliningrad, 16 settembre 1956) è un ex lottatore russo, fino al 1991 sovietico, specializzato nella lotta libera.

## Palmarès

### Olimpiadi
- 1 medaglia:
  - 1 oro (Mosca 1980 nei 52 kg)

### Mondiali
- 4 medaglie:
  - 3 ori (Losanna 1977 nei 48 kg; Città del Messico 1978 nei 52 kg; Edmonton 1982 nei 57 kg)
  - 1 bronzo (Kiev 1983 nei 52 kg)